# Francoščina
Francóščina (francosko la langue française ali français) je jezik, ki je del romanske veje indoevropske jezikovne družine.
Je eden najpomembnejših romanskih jezikov, ki je bil od poznega srednjega veka do 19. stoletja poglavitni evropski sporazumevalni jezik, oziroma lingua franca. Z okoli 77 milijoni maternih govorcev (frankofonov) je na 11. mestu na svetu, 128 milijonov ljudi pa jo je leta 1999 govorilo kot drugi jezik. Je uradni jezik v 29 državah na petih kontinentih ter uradni in administrativni jezik v številnih skupnostih in organizacijah, kot so Evropska unija, Mednarodni olimpijski komite, Združeni narodi in Svetovna poštna zveza. V Franciji so zaradi ogroženosti s strani angleščine nedavno uvedli zakon, po katerem so francoske radijske postaje obvezane predvajati najmanj 40 odstotkov pesmi v francoščini.

## Naglaševanje
V francoščini je naglas na zadnjem zlogu ritmične enote, ki jo po navadi sestavlja več povezanih besed in obsega od 1 do 8 zlogov. Če je naglasna enota sestavljena iz ene same besede, je naglašen zadnji zlog besede, sicer pa zadnji zlog zadnje besede. 
Poleg naglasa imamo v francoščini še poudarek, ki je značilen za čustveno obarvane besede. Pri tem poudarimo prvi zlog besede.

## Abeceda
Francoska abeceda je sestavljeni iz 26 črk. 
| Črka | Izgovorjava |
| ---- | ----------- |
| A    | /a/         |
| B    | /be/        |
| C    | /se/        |
| D    | /de/        |
| E    | /ә/         |
| F    | /ԑf/        |
| G    | /ᴣe/        |
| H    | /aʃ/        |
| I    | /i/         |
| J    | /ᴣi/        |
| K    | /ka/        |
| L    | /ԑl/        |
| M    | /ԑm/        |
| N    | /ԑn/        |
| O    | /o/         |
| P    | /pe/        |
| Q    | /ky/        |
| R    | /ԑr/        |
| S    | /ԑs/        |
| T    | /te/        |
| U    | /y/         |
| V    | /ve/        |
| W    | /dublәve/   |
| X    | /iks/       |
| Y    | /igRԑk/     |
| Z    | /zed/       |

## Določni člen
|                                                                | moški spol (ednina) | ženski spol (ednina) | moški spol (množina) | ženski spol (množina) |
| -------------------------------------------------------------- | ------------------- | -------------------- | -------------------- | --------------------- |
| pred besedami, ki se začenjajo s soglasnikom ali aspiriranim h | le                  | la                   | les                  | les                   |
| pred besedami, ki se začenjajo s samoglasnikom ali nemim h     | l'                  | l'                   | les                  | les                   |

Primeri:
- le jardin - vrt
- la voiture - avtomobil
- l'homme - človek
- les montagnes - gore

## Nedoločni člen
| moški spol (ednina) | ženski spol (ednina) | moški spol (množina) | ženski spol (množina) |
| ------------------- | -------------------- | -------------------- | --------------------- |
| un                  | une                  | des                  | des                   |

Primeri:
- Un crayon - svinčnik
- Une bataille - bitka
- Des livres - knjige

## Osebni zaimki
| Osebe  | Osebek | prevod |
| ------ | ------ | ------ |
| 1.edn. | je     | jaz    |
| 2.edn. | tu     | ti     |
| 3.edn. | il     | on     |
| 3.edn  | elle   | ona    |
| 1.mn.  | nous   | mi, me |
| 2.mn.  | vous   | vi, ve |
| 3.mn.  | ils    | oni    |
| 3.mn.  | elles  | one    |

## Glagolski časi

### Glagoli
Francoske glagole delimo na tri skupine:

1. Skupina:

Prva skupina obsega veliko večino francoskih glagolov. Glagoli prve skupine se končujejo na -er.
2. Skupina:

Druga skupina vsebuje glagole, ki se končujejo na -ir in obsega nekaj sto glagolov.
3. Skupina:

V tretji skupini so vsi ostali glagoli in jih imenujemo nepravilni. V nedoločniku se glagoli te skupine končujejo na -ir, -re ali -oir.

### Le présent - sedanjik
- Glagoli prve skupine tvorijo sedanjik tako, da glagolskemu korenu dodamo obrazila: -e, -es, -e, -ons, -ez, -ent.

Primer:

PARLER - govoriti

Je parle
Tu parles
Il parle
Nous parlons
Vous parlez
Ils parlent
- Glagoli druge skupine tvorijo sedanjik tako, da glagolskemu korenu dodamo obrazila: -is, -is, -it, -ons, -ez, -ent.

Primer:

FINIR - končati

Je finis
Tu finis
Il finit
Nous finissons
Vous finissez
Ils finissent
- Glagoli tretje skupine imajo obrazila lahko različna:

| 1.os.ed. | -s, -x, ali -e    |
| 2.os.ed. | -s, -x, ali -es   |
| 3.os.ed. | -t, -d, -c ali -e |
| 1.os.mn. | -ons              |
| 2.os.mn. | -ez, (-tes)       |
| 3.os.mn. | -ent, (-ont)      |

### L'imparfait
Tvorimo ga tako, da osnovi 1.osebe množine sedanjika dodamo obrazila: -ais, -ais, -ait, -ions, -iez, -aient.

Primer:

CHANTER - peti

nous chant-ons: 

je chantais
tu chantais
il chantait
nous chantions
vous chantiez
ils chantaient

### Le passé simple
Tvorimo ga tako, da korenu glagola dodamo obrazila: 
- -ai, -as, -a, -âmes, -âtes, -èrent glagolom prve skupine,
- -is, -is, -it, -îmes, -îtes, -irent glagolom druge skupine,
- -is, -is, -it, -îmes, -îtes, -irent oziroma -us, -us, -ut, -ûmes, -ûtes, -urent glagolom tretje skupine.

### Le passé composé
Tvorimo ga s sedanjikom pomožnika avoir ali être in nezloženim preteklim deležnikom (paritcipe passé simple).

Primera:

- Chanter (peti) - j'ai chanté
- Partir (oditi) - je suis parti

### Le plus-que-parfait
Tvorimo ga z imparfait pomožnika avoir ali être in nezloženim preteklim deležnikom (paritcipe passé simple).

- Chanter (peti) - j'avais chanté
- Partir (oditi) - j'étais parti

### Le passé anterieur
Tvorimo ga s passé simple pomožnika avoir ali être in nezloženim preteklim deležnikom (paritcipe passé simple).

- Chanter (peti) - j'eus chanté
- Partir (oditi) - je fus parti

### Le futur simple
- Z glogaoli prve skupine ga tvorimo tako, da prvi osebi ednine sedanjika dodamo obrazila -rai, ras, -ra, -rons, -rez, -ront.
- Z glagoli druge skupine ga tvorimo tako, da nedoločniku dodamo obrazila -ai, -as, -a, -ons, -ez, -ont.
- Pri glagolih tretje skupine, ki se v nedoločniku končajo na -ir ali -re, ga tvorimo tako kot pri glagolih druge skupine, le da -e pred obrazili odpade. Pri glagolih, ki se v nedoločniku končajo na -oir, pa dodamo obrazila -rai, -ras, -ra, -rons, -rez, -ront različnim osnovam.

### Le futur proche
Tvorimo ga s sedanjikom polpomožnika aller in nedoločnikom: 

Primer:

DIRE - reči
je vais dire
tu vas dire
il va dire
nous allons dire
vous allez dire
ils vont dire

### Le futur antérieur
Tvorimo ga s futur simple pomožnika avoir ali être in nezloženim preteklim deležnikom (paritcipe passé simple).

- Chanter (peti) - j'aurai chanté
- Partir (oditi) - je serai parti

### Le conditionnel présent
Tako kot futur simple vedno vsebuje soglasnik -r. Tvorimo ga tako kot futur simple, vendar z naslednjimi obrazili: -rais, -rais, -rait, -rions, -riez, -raient.

### Le conditionnel passé
Tvorimo ga z conditionnel présent pomožnika avoir ali être in nezloženim preteklim deležnikom (paritcipe passé simple).

- Chanter (peti) - j'aurais chanté
- Partir (oditi) - je serais parti

## Besede

### Uporabne besede
- Bonjour: Dober dan
- Salut!: Živijo
- Comment tu t'appelles?: Kako ti je ime?
- Vous êtes monsieur/madame Dulac?: Ste vi gospod/gospa Dulac?
- Je ne parle pas bien le français : Jaz ne govorim dobro francosko.
- Je suis slovène/anglais/écossais/finlandais: Jaz sem slovenec/anglež/škot/finec
- Bon appétit!: Dober tek
- Merci: Hvala
- Au revoir! : Nasvidenje
- S'il vous/te plaît: Prosim
- Excusez-moi/Excuse-moi: Oprostite/Oprosti
- Bonne nuit : Lahko noĉ
- Bonne soirée:Dober večer
- Rouge/bleu/bleu ciel/vert/blanc/orange/violet/marron/jaune/noir: Rdeča/modra/svetlomodra/zelena/bela/oranžna/vijolična/rjava/rumena/črna

### Deli telesa

#### Glava
- Glava - la tête
- Lasje - les cheveux
- Obraz - le visage
- Oko - l'oeil
- Oči - les yeux
- Nos - le nez
- Lice - la joue
- Usta - la bouche
- Zob - la dent
- Uho - l'oreille
- Vrat - le cou

#### Telo in okončine
- Trebuh - la ventre
- Rama - l'épaule
- Roka - le bras
- Komolec - le coude
- Zapestje - le poignet
- Dlan - la main
- Prst - le doigt
- Noht - l'ongle
- Hrbet - le dos
- Noga - la jambe
- Stegno - la cuisse
- Koleno - la genou
- Gleženj - la cheville
- Stopalo - le pied
- Prst na nogi - l'orteil

### Oblačila
- Čevelj - la chaussure
- Copat - le chausson
- Nogavica - la chaussette
- Hlače - le pantalon
- Obleka - la robe
- Kratke hlače - le short
- Majica - la chemise
- Rokavi kratki/dolgi - les manches courtes/longues

### Živali
- Čebela - l'abeille
- Jagnje - l'agneau
- Jelen - le cerf
- Konj - le cheval
- Koza - la chèvre
- Pes - le chien
- Petelin - le coq
- Žirafa - la girafe
- Osa - la guêpe
- Kunec - le lapin
- Ptič - l'oiseau
- Komar - le moustique
- Medved - l'ours
- Golob - le pigeon
- Riba - le poisson
- Prašič - le porc
- Raca - le canard
- Maček - le chat
- Polž - l'escargot
- Kača - le serpent
- Lev - le lion
- Tiger - le tigre
- Krava - la vache

### Šport
- Jahanje - l'équitation
- Odbojka - le volley
- Tenis - le tennis
- Nogomet - le football
- Atletika - l'athlétisme
- Plavanje - la natation
- Ples - la danse
- Gimnastika - la gymnastique
- Rokomet - le handball
- Smučanje - le ski

### Števila
0 - zéro

1 - un

2 - deux

3 - trois

4 - quatre

5 - cinq

6 - six

7 - sept

8 - huit

9 - neuf

10 - dix

11 - onze

12 - douze

13 - treize

14 - quatorze

15 - quinze

16 - seize

17 - dix-sept

18 - dix-huit

19 - dix-neuf

20 - vingt

30 - trente

40 - quarante

50 - cinquante

60 - soixante

70 - soixante-dix

80 - quatre-vingt

90 - quatre-vingt-dix

100 - cent

1000 - mille